# Kamienie syntetyczne

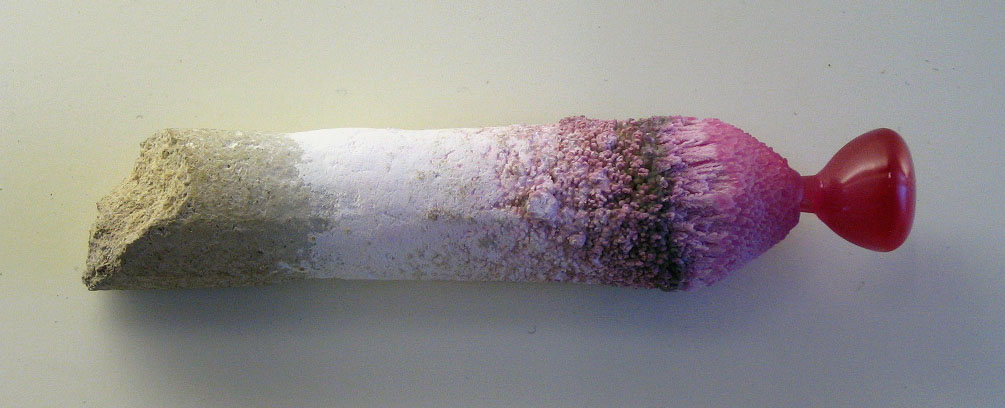
korund syntetyczny – gruszka korundowa

Syntetyczne kamienie szlachetne (syntetyki) – krystaliczne produkty wytworzone przez człowieka, których właściwości fizyczne i chemiczne w dużym stopniu zgadzają się z własnościami prawdziwych kamieni szlachetnych, będącymi ich wzorcem.
- 1828 r. – Francuz Gaudin otrzymał małe kulki stopionego rubinu, ale otrzymane masy były mętne.
- 1877 r. – Francuz Fremy otrzymał biały szafir (leukoszafir), a po dodaniu soli chromowej powstawał czerwony syntetyczny rubin.
- 1888 r. (według innych źródeł w 1902 r.) – francuski chemik A.V. Verneuil otrzymuje syntetyczne rubiny nadające się do celów jubilerskich. (Już ponad 50 lat wcześniej syntetyzowano pierwsze kamienie szlachetne, ale były zbyt małe do celów jubilerskich i cieszyły się tylko zainteresowaniem naukowców.) Opracowaną przez Verneuila metodę hodowania kryształów przez krystalizację z substancji stopionej stosuje się do dziś na szeroką skalę. Początkowo Verneuil produkował syntetyczne rubiny;
- od 1910 r. – syntetyczne szafiry, później korundy – bezbarwne, żółte, zielone i barwy aleksandrytu.
- od 1910 r. metodą Verneuila uzyskuje się również syntetyczne spinele. Ich skład jest jednak inny niż spineli naturalnych.
- 1918 r. – polski chemik J. Czochralski opracował „metodę wyciągania”: (gruszkę/kryształ wyciąga się ze stopu, kiedy zarodek krystalizacji w zetknięciu ze stopioną substancją zapoczątkuje jej wzrost. Obracając się, powstająca gruszka, jest stale wyciągana w górę, podczas gdy dołem w tym samym tempie narasta). Stosując tę metodę otrzymujemy duże syntetyczne kryształy o najwyższej czystości.
- 1935 r. – w Niemczech, w procesie syntezy hydrotermalnej udało się uzyskać dobrze wykształcone kryształy szmaragdów.
- 1942 r. – w USA wprowadzono zmianę w metodzie Verneuila; otrzymuje się kryształy w postaci okrągłych prętów (dotychczas gruszki) – przy obróbce dużo mniejsze straty kryształu.
- 1947 r. – dzięki dodatkowi substancji rutylowej do topionej masy substancji udało się wyhodować syntetyczne rubiny gwiaździste i szafiry gwiaździste.
- od 1948 r. – istnieje syntetyczny rutyl (zwany tytanią lub diamonitem). Posiada on dyspersję sześciokrotnie wyższą od diamentu.
- 1953/1954 r. – w Szwecji i w USA powiodła się synteza diamentu. Metody są jednak zbyt drogie do produkcji kamieni szlachetnych. Do celów przemysłowych syntezy te stały się nieodzowne.
- 1960 r. – w Polsce, w Hucie Aluminium w Skawinie otrzymano pierwsze gruszki korundowe, w 1964 r. zorganizowano szlifiernię syntetycznych korundów (A. Załubka), która dostarczyła na rynek około 12 tys. sztuk rubinów i białych szafirów (leukoszafirów).

Dziś nie istnieje już żaden kamień szlachetny czy kamień ozdobny, którego nie dało by się sztucznie naśladować. Powszechnie jest znanych ponad tuzin różnych metod syntezy, a wiele innych metod nie jest publikowanych, gdyż niektóre firmy trzymają w tajemnicy swoje metody produkcji. Szczególnym rodzajem imitacji są sztucznie wyprodukowane kamienie nieposiadające naturalnego wzorca.
Obowiązująca definicja, zgodna z ustaleniami międzynarodowymi zawartymi w „Wytycznych dotyczących kamieni szlachetnych, ozdobnych, pereł i korali” (RAL 560 A5 z 1963 r. i RAL 560 A5E z 1970 r.):
- Kamienie syntetyczne – produkty syntez, o własnościach chemicznych i fizycznych identycznych lub zbliżonych do własności naturalnych kamieni szlachetnych i ozdobnych, lub też o specjalnych własnościach chemicznych i fizycznych właściwych dla produktów, niemających swoich odpowiedników naturalnych.